# Le Continent oublié
Série
Le Sixième Continent
(1975)
Pour plus de détails, voir Fiche technique et Distribution.
Le Continent oublié (The People That Time Forgot) est un film britannique réalisé par Kevin Connor, sorti en 1977. Il est la suite du Sixième Continent et la deuxième adaptation du réalisateur des célèbres romans d'Edgar Rice Burroughs.

## Synopsis
Début 1917, à la suite de la réception par bouteille du message de Brown Tyler, le major Ben McBride mène une expédition à Caprona (island) (en) à la recherche de Tyler, mais en plein vol, ils sont attaqués par un ptérodactyle et l'avion s'écrase : ils vont non seulement devoir rechercher Tyler, mais aussi affronter les dangers de Caprona.

## Fiche technique
- Titre français : Le Continent oublié
- Titre original : The People That Time Forgot
- Réalisateur : Kevin Connor
- Scénariste : Patrick Tilley d'après le roman d'Edgar Rice Burroughs
- Photographie : Alan Hume
- Pays : Royaume-Uni
- Langue : anglais
- Durée : 90 minutes
- Genre : aventure fantastique

## Distribution
- Patrick Wayne (VF : Gérard Dessalles) : Ben McBride
- Doug McClure : Bowen Tyler
- Sarah Douglas (VF : Monique Thierry) : Lady Charlotte 'Charly' Cunningham
- Dana Gillespie (VF : Perrette Pradier) : Ajor
- Thorley Walters (en) (VF : Jean Berger) : Norfolk
- Shane Rimmer (VF : Francis Lax) : Hogan
- Tony Britton (VF : Raymond Loyer) : Captain Lawton
- John Hallam (VF : Robert Liensol) : Chung-Sha
- David Prowse : exécuteur
- Milton Reid (en) : Sabbala
- Kiran Shah : Bolum
- Richard LeParmentier : Lt. Whitby
- Jimmy Ray : Lt. Graham
- Tony McHale (en) : télégraphiste